# Sankt Görans samrealskola
Sankt Görans samrealskola var en realskola belägen vid Fridhemsgatan 17–19 i hörnet mot Drottningholmsvägen intill Fridhemsplan på Kungsholmen i Stockholm.
Skolans namn genom åren:
- Stockholms högre folkskola för allmänt medborgerlig bildning (1919–1923)
- Kommunala mellanskolan i Stockholm (1923–1925)
- Stockholms norra kommunala mellanskola (1925–1951)
- Sankt Görans samrealskola (1951–1964)

## Skolbyggnaden
Skolbyggnaden ritades 1925 av arkitekt Georg A. Nilsson, den är blåklassad av Stadsmuseet i Stockholm, vilket innebär att bebyggelsen har "synnerligen höga kulturhistoriska värden" motsvarande fordringarna för byggnadsminnen.
Skolbyggnaden vid Fridhemsplan invigdes 1927 som Stockholms stads norra kommunala mellanskola eller enbart Norra kommunala mellanskolan. Från år 1951 kallades skolan Sankt Görans samrealskola fram till år 1964, då den sista klassen avgick med realexamen. Sedan 1993 har friskolan Sverigefinska skolan i Stockholm sin verksamhet i byggnaden. Byggnaden ägs och förvaltas av kommunalägda Skolfastigheter i Stockholm AB SISAB.

## Skolans verksamhet
Skolans verksamhet påbörjades 1919 och pågick fram till 1964. 
Undervisningen bedrevs i Kungsholms folkskola till 1926 då en egen skola uppfördes i kvarteret Vallgossen vid Fridhemsplan. Kungsholmens folkskola låg kvarteret Herden 9 på Mariebergsgatan 34 i hörnet av Fleminggatan 113-115. Folkskolan byggdes 1888–1889 av byggmästare A. M. Svensson. Arkitekter var Isaeus & Sandahl och byggherre var Kungsholms Församlings Skolråd. Den nybyggda skolan kallades allmänt "Norra kommunala mellanskolan" (men hette egentligen "Stockholms stads norra kommunala mellanskola") till 1951 då "Sankt Görans samrealskola" blev det officiella namnet. Skolan upphörde 1964.
Några exempel på arkivhandlingar som finns i Stockholms stadsarkiv är examensprotokoll 1923–1964 (serie A 2), betygskataloger 1919–1964 (serie D 1) och kortregister över elever födda 1907–1947 (D 4B-C).